# شقيقات الدم (فلم)
شقيقات الدم هو فيلم دراما نيجيري صدر في عام 2003 من تأليف وإخراج تشيدي شيكيري؛ تم إصداره مباشرة على نظام الفيديو.

## القصة
يحكي الفيلم قصة شقيقتين، الصغرى «إستير» والكبرى «غلوريا». منذ وفاة والدهما، تعيش الفتاتان مع والدتهما. تكره إستر أختها الكبرى وتحاول دائمًا عدم احترامها في المدرسة أو في المنزل. لدرجة أنها تدلي بتصريحات كاذبة للإيقاع بها، لكن غلوريا تسامحها بسبب محبتها لها.
تتزوج غلوريا من الشاب الثري كين وينجبان طفلان معًا. لكن عند رؤيتها لحياة شقيقتها الصغرى في القرية، ترق غلوريا لحالها وتطلب من زوجها أن تأتي بها للعيش معهما في منزلهما. لكن غيرة «إستير» من حياة شقيقته يدفعها لتسميمها. تموت غلوريا وتحاول إستير إغواء كين الذي يشعر بالحسرة لوفاة زوجته المحبوبة. تستمر إستر في جرائمها فتسيء معاملة أطفال أختها بإجبارهم على العمل بالسخرة وحرمانهم من الطعام. ومع ذلك، فإن روح غلوريا لا ترقد بسلام وتسعى في ظروف غامضة للانتقام من أختها الصغيرة.

## طاقم العمل
- أوموتولا جالاد إيكيندي
- جنيفيف نناجي
- أوجي أوكوي
- بايشنس أوزكوور
- تشيلسي جابرييل
- أوفيا أوزموند مباكا
- توني أوميز

## روابط خارجية
- شقيقات الدم على موقع IMDb (الإنجليزية)
- شقيقات الدم على موقع قاعدة بيانات الفيلم (الإنجليزية)
- شقيقات الدم على موقع ليتربوكسد (الإنجليزية)